# Janusz Messing
Janusz Henryk Leon Messing vel Mieczysław Szelągowski vel Jan Osmólski vel Edward Michalski, pseud.: Bekas, Zasiew, Basiński (ur. 18 maja 1917 w Moskwie, zm. 4 stycznia 2010 prawdopodobnie w Maidenhead w Anglii) – polski inżynier rolnik, żołnierz Polskich Sił Zbrojnych, oficer wywiadu Armii Krajowej, porucznik piechoty, uczestnik kampanii norweskiej, Powstania Warszawskiego, cichociemny. Znajomość języków: niemiecki, rosyjski. Zwykły Znak Spadochronowy nr 1698, Bojowy Znak Spadochronowy nr 2075.

## Życiorys
Powrócił z rodziną do Polski w 1918 roku, zamieszkał w Warszawie, później w majątku Bystre (woj. podlaskie). Od 1926 uczeń Gimnazjum Męskiego Towarzystwa Szkoły Mazowieckiej w Warszawie, tam w 1935 roku zdał egzamin dojrzałości. Od roku 1935 podjął studia na Wydziale Rolniczym SGGW w Warszawie, w sierpniu 1939 roku uzyskał absolutorium.
We wrześniu 1939 roku nie został zmobilizowany. Przekroczył granicę polsko-łotewską 18 września 1939 roku, internowany. W  grudniu 1939 roku zwolniony, przez Szwecję, Amsterdam dotarł do Paryża (Francja). 17 stycznia 1940 roku wstąpił do Polskich Sił Zbrojnych w Coëtquidan przydzielony do 5 kompanii 2 Batalionu 2 pułku Grenadierów Wielkopolskich 1 Dywizji Grenadierów, następnie do 2 kompanii 2 Batalionu Strzelców Podhalańskich 1 Półbrygady Samodzielnej Brygady Strzelców Podhalańskich. Od maja 1940 roku walczył w Norwegii, w czasie bitwy o Narwik 18 maja na półwyspie Ankenes został ciężko ranny w obie nogi, ewakuowany na brytyjski statek-szpital. Za udział w kampanii norweskiej został odznaczony pierwszym Krzyżem Walecznych.
Po upadku Francji był ewakuowany, 26 maja 1940 roku dotarł do Liverpoolu (Wielka Brytania), początkowo w szpitalu wojskowym w Szkocji. Od 8 lipca 1940 roku został przydzielony do 2. kompanii 1 Batalionu Strzelców Podhalańskich. Od 27 stycznia do 15 marca 1941 roku uczestniczył w kursie podoficerów młodszych, od 1 maja do 31 sierpnia 1941 roku odbył kurs Szkoły Podchorążych w Dundee. Po jego ukończeniu został ponownie przydzielony do macierzystej kompanii. Od listopada 1941 roku do lutego 1942 służył jako instruktor plutonu żołnierzy jugosłowiańskich, potem w obronie wybrzeży Szkocji oraz lotniska Luchars.

## Cichociemny
Zgłosił się do służby w Kraju. Przeszkolony ze specjalnością w wywiadzie, na kursach specjalnych dla kandydatów na cichociemnych, m.in. prowadzenia pojazdów (1BS), wywiadu (Oficerski Kurs Doskonalący Administracji Wojskowej, w Glasgow), spadochronowym, odprawowym (STS 43, Audley End), i in. Został zaprzysiężony na rotę ZWZ/AK 29 grudnia 1942 roku w Audley End, awansowany na stopień podporucznika ze starszeństwem od 13 marca 1943 roku.
Skoczył ze spadochronem do okupowanej Polski w nocy 13/14 marca 1943 roku, w sezonie operacyjnym „Intonacja”, w operacji lotniczej „Brick” z samolotu Halifax DT-627 „P” (138 dywizjon RAF) na placówkę odbiorczą „Wół” 601 (kryptonim polski, brytyjskie oznaczenie numerowe pinpoints), w rejonie miejscowości Piła, Stara Kuźnica, 14 km od miejscowości Końskie. Razem z nim skoczyli: ppor. Longin Jurkiewicz ps. Mysz, mjr Franciszek Koprowski ps. Dąb, ppor. Wojciech Józef Lipiński ps. Lawina.
Został aresztowany na stacji Tomaszów Mazowiecki (wraz z drugim cichociemnym, Józefem Lipińskim „Lawiną”) 14 marca 1943 roku, podczas kontroli dokumentów w pociągu, gdy jechał do Warszawy. Przebywał w więzieniu w Tomaszowie Mazowieckim, gdzie „Lawina” zapadł na tyfus plamisty. Po przekupieniu szefa gestapo obaj zostali zwolnieni 7 maja 1943 roku. Podczas aklimatyzacji do realiów okupacyjnych w Warszawie, także zachorował na  tyfus plamisty. Po wyleczeniu, od maja 1943 przydzielono go jako oficera wywiadu ofensywnego AK do Referatu „Wschód” Oddziału II Informacyjno-Wywiadowczego Komendy Głównej AK oraz jako referenta biura studiów KG AK "Pralnia" – „Besta” w Warszawie.
W powstaniu warszawskim walczył w Śródmieściu Południowym, m.in. jako oficer do specjalnych poruczeń oraz adiutant kpt. Stefana Golędzinowskiego ps. Golski, dowódcy batalionu „Odwet 2” Zgrupowania „Golski”. Walczył m.in. w gmachu Wydziału Architektury Politechniki Warszawskiej, na rogu ul. Lwowskiej oraz Piusa XI. Po kapitulacji powstania, od 5 października 1944 roku jako sierżant przebywał w niewoli niemieckiej w stalagach:Fallingbostel, następnie Dorsten. Został uwolniony 15 kwietnia 1945 roku. 

## Po wojnie
24 kwietnia 1945 roku zameldował się w Oddziale VI (Specjalnym) Sztabu Naczelnego Wodza w Londynie. Od 1 czerwca 1945 roku był przydzielony do 2 kompanii XXIV batalionu 3 Dywizji Piechoty w Tilicountry, Clackamannanshire (Szkocja), następnie dowódca plutonu. 2 października 1945 został zwolniony celem ukończenia studiów, po zdemobilizowaniu od 1 maja 1947 do 26 maja 1948 roku służył w Polskim Korpusie Przysposobienia i Rozmieszczenia.
Osiedlił się w Wielkiej Brytanii, we wrześniu 1947 roku uzyskał tytuł Bachelor of Science na Uniwersytecie of Wales, następnie od maja 1948 roku pracował w Stacji Doświadczalnej w Cheshunt (Hertfordshire), później przez dwa lata, do grudnia 1959 roku pracował na kontrakcie naukowym (badania nad uprawą ryżu) w Gujanie Brytyjskiej. Był autorem wielu publikacji naukowych, w styczniu 1966 roku uzyskał tytuł inżyniera rolnictwa na SGGW. Od 1966 roku pracował jako główny chemik w laboratorium producentów bananów na wyspach Morza Karaibskiego (WINBAN) w laboratorium badawczym na Saint Lucia. W roku 1983 przeszedł na emeryturę, w 1992 roku powrócił na stałe do Anglii, zamieszkał w Maidenhead. Prawdopodobnie tam zmarł 4 stycznia 2010 roku.
Został pochowany na cmentarzu ewangelicko-augsburskim w Warszawie (kwatera A1A, rząd 1, miejsce 25).

## Awanse
- podporucznik – ze starszeństwem od 13 marca 1943
- porucznik – ze starszeństwem od 1 stycznia 1945

## Ordery, odznaczenia i odznaki
- Krzyż Walecznych – czterokrotnie
- Medal za Odwagę w Sprawie Wolności (Wielka Brytania)
- Odznaka za Rany i Kontuzje
- Zlatna Medalja za Revnosnu Službu (Jugosławia).

## Życie rodzinne
Janusz Messing był synem Henryka, posła na Sejm w II RP, i Natalii z domu Bitny-Szlachty. Miał dwoje rodzeństwa: Henryka Leona i Marię (1920–2012). Ożenił się w 1944 roku z Zofią Zaborowską (ur. w 1924 roku), z którą miał czterech synów: Huberta (ur. w 1945 roku), Aleksandra (ur. w 1947 roku), Paula (ur. w 1948 roku) i Juliana (ur. w 1957 roku).